# San Genesio ed Uniti
San Genesio ed Uniti är en ort och kommun i provinsen Pavia i regionen Lombardiet i Italien. Kommunen hade 3 870 invånare (2018).